# Trpín (Krupina)
Trpín es un municipio del distrito de Krupina en la región de Banská Bystrica, Eslovaquia, con una población estimada a final del año 2024 de 106 habitantes.
Se encuentra ubicado al oeste de la región, sobre los montes Centrales Eslovacos (Cárpatos occidentales), a poca distancia al sur del río Hron —un afluente izquierdo del Danubio— y al este de la región de Nitra.

## Demografía
| Año        | 1994 | 2004     | 2014 | 2024     |
| ---------- | ---- | -------- | ---- | -------- |
| Población  | 137  | 118      | 118  | 106      |
| Diferencia |      | −13,86 % | +0 % | −10,16 % |

| Año        | 2023 | 2024    |
| ---------- | ---- | ------- |
| Población  | 113  | 106     |
| Diferencia |      | −6,19 % |